# Fissidens laxitextus
Fissidens laxitextus är en bladmossart som beskrevs av Brotherus och Hirendra Chandra Gangulee 1964. Fissidens laxitextus ingår i släktet fickmossor, och familjen Fissidentaceae. Inga underarter finns listade i Catalogue of Life.